# Gianluigi Toccafondo
Gianluigi Toccafondo   (San Marino, 1965) és un artista, animador i il·lustrador sanmarinès.

## Trajectòria
Fill de pare ceramista. Gianluigi Toccafondo va néixer a San Marino l'any 1965. Des de principis dels anys 1980 va assistir a l'Institut d'Art d'Urbino on es va graduar el 1985. Dos anys més tard es va traslladar a Milà i va començar una col·laboració amb Mixfilm. El 1989 va realitzar el seu primer curtmetratge, que va guanyar un premi al Festival de Cinema de Lucca l'any següent. Posteriorment va dirigir juntament amb Simona Mulazzani el curtmetratge La Pista que va rebre una menció especial a l'Annecy cinéma italien i un premi al Festival de Treviso. El seu curt següent, La Pista del maiale, de producció pròpia, va rebre una menció especial al Festival del Curtmetratge de Clermont-Ferrand el 1994. També és el director d'Il Criminale, produïda per a la companyia francesa Le Step i presentat el 1993 a la 50a Mostra Internacional de Cinema de Venècia i també finalista del Cartoon d'or. També va crear diversos temes per a programes de televisió com Tunnel, Carosello el 1997, Almanacco delle profezie i també per a la 56a Mostra Internacional de Cinema de Venècia. També ha estat el creador d'espots publicitaris com el de Sambuca Molinari, del programa de televisió Avanzi i de la companyia discogràfica Fandango.
Més endavant va dirigir el curtmetratge La piccola Russia l'any 2004, amb el qual va guanyar diversos premis internacionals, i Essere morti o essere vivi è la stessa cosa l'any 2000. El 1999 va publicar un volum sobre el personatge Pinotxo només al Japó, inèdit a Itàlia fins al 2011. L'any 2008 se li va dedicar un capítol en un llibre de Sabrina Perucca, publicat per Bulzoni editore. Va escriure un llibre el 2012 per a Franco Cosimo Panini Editore titulat Il nuotatore. També va ser ajudant de direcció de la pel·lícula Gomorra de Matteo Garrone. Com a il·lustrador, ha treballat per a Einaudi, Feltrinelli, Mondadori, Fandango i Scott Free, entre altres editorials. També ha col·laborat amb revistes com Linea d'ombra, Lo Straniero i Abitare.
El 2025, Gianluigi Toccafondo va rebre el Premi Animation Master d'Animac a la 29a edició de la mostra que se celebrà a Lleida. Com a part de l'homenatge, Animac lprogramà una retrospectiva de les seves obres més destacades.